# Martín Tritschler y Córdoba
Martín Tritschler y Córdoba (ur. 26 maja 1868 w Chalchicomula de Sesma, zm. 15 listopada 1942 w Méridzie) – meksykański duchowny rzymskokatolicki, arcybiskup jukatański.

## Biografia
W 1883 wyjechał do Rzymu, gdzie studiował na Piusowym Papieskim Kolegium Latynoamerykańskim i Papieskim Uniwersytecie Gregoriańskim. 19 grudnia 1891 otrzymał święcenia prezbiteriatu.
30 sierpnia 1900 papież Leon XIII mianował zaledwie 32-letniego Tritschlera y Córdobę biskupem jukatańskim. 18 listopada 1900 w sanktuarium w Guadalupe przyjął sakrę biskupią z rąk arcybiskupa meksykańskiego Próspero Maríi Alarcóna y Sáncheza de la Barquery. Współkonsekratorami byli biskup Cuernavaci Francisco Plancarte y Navarrete oraz biskup Chilapy José Ramón Ibarra y González. W uroczystości uczestniczyła pierwsza dama Meksyku Carmen Romero Rubio.
Ingres odbył 1 grudnia 1900. Od 1901 objeżdżał swoją diecezją. W tym samym roku przeżył zakażenie żółtą febrą. Prowadził ostrożną politykę wobec stosunków społecznych pomiędzy właścicielami ziemskimi a ludnością tubylczą - jednej strony nie akceptując stanu socjalnego robotników rolnych, z drugiej nie popierając radykalnych reform, ani rozwiązywania problemów przemocą, mając nadzieję, że sytuacja poprawi się na drodze świadomej ewolucji. Sprowadził do diecezji nowe zgromadzenia zakonne, które zakładały placówki medyczne i szkoły. Promował prasę katolicką.
11 listopada 1906 diecezja jukatańska została podniesiona do rangi archidiecezji. Tym samym Tritschler y Córdoba został arcybiskupem metropolitą jukatańskim.
Podczas rewolucja meksykańskiej promował akty religijne mające nastawić ludność przeciwko konstytucjonalistom Venustiano Carranzy. Gdy wojska Carranzy zbliżały się do Jukatanu, 24 sierpnia 1914 wsiadł na pokład statku i udał się na Kubę, za co był krytykowany. Przebywając na wygnaniu w Hawanie słał protesty przeciwko nadużyciom wojsk konstytucjonalistów wobec duchowieństwa, pozostawały one jednak bez odpowiedzi. Na Jukatan powrócił w 1919, zastając m.in. splądrowaną katedrę i znacjonalizowany pałac biskupi. W kolejnych latach zajmował się przywracaniem działalności organizacji i grup religijnych, m.in. szkół katolickich, Rycerzy Kolumba i Meksykańskiego Stowarzyszenia Młodzieży Katolickiej.
W 1926, gdy prezydent Plutarco Elías Calles ponownie wprowadził represyjny antyklerykalizm, władze państwowe, podobnie jak w pozostałych częściach Meksyku, zamknęły szkoły katolickie i wydaliły hiszpańskich duchownych. Abp Tritschler y Córdobaz został wówczas aresztowany, a następnie zmuszony do emigracji. Podczas powstania Cristero nie był obecny w kraju. Mógł powrócić dopiero w 1929.
Arcybiskupem jukatańskim był do śmierci 15 listopada 1942.

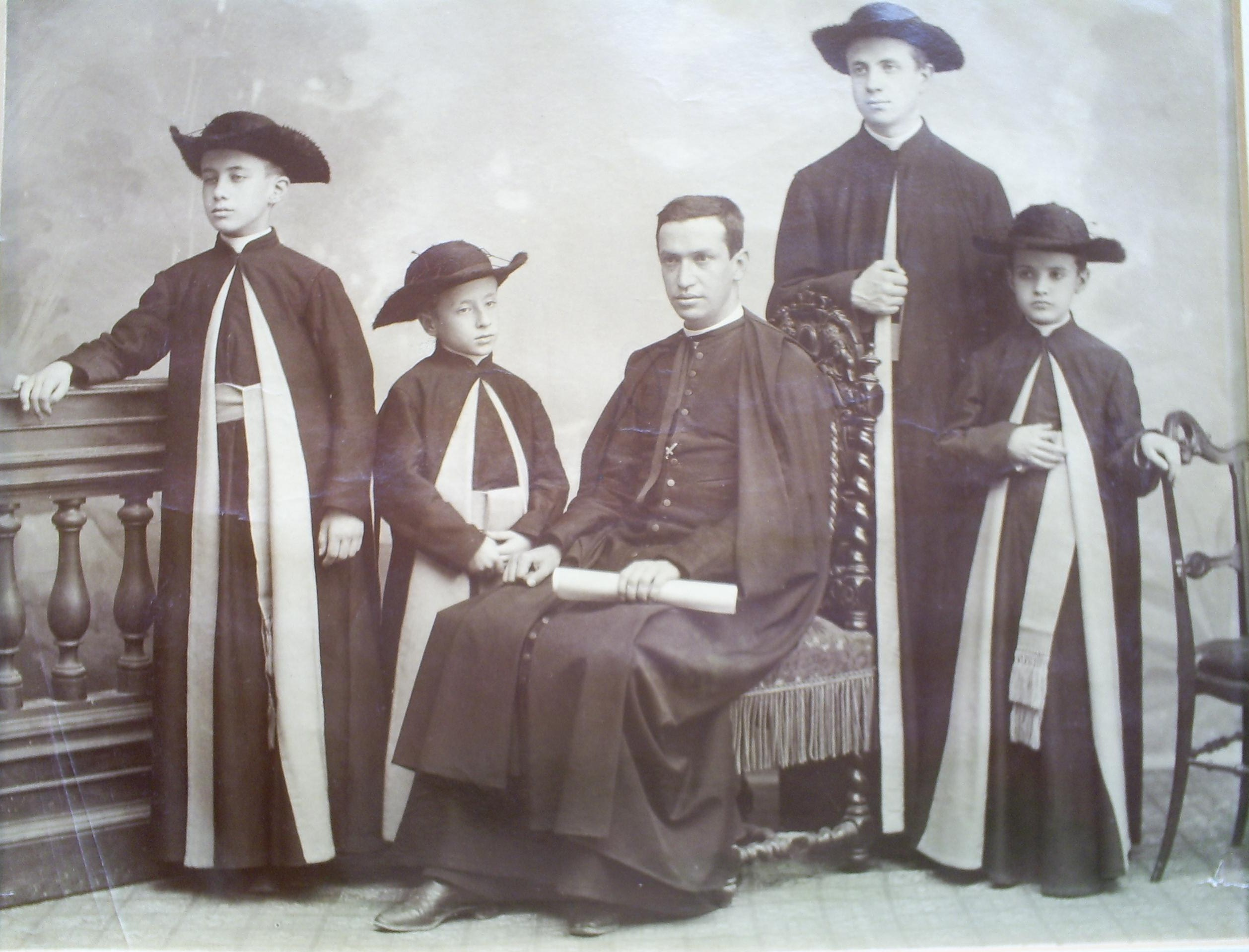
Martín Tritschler y Córdoba (drugi z prawej) jako student w Rzymie (1888)
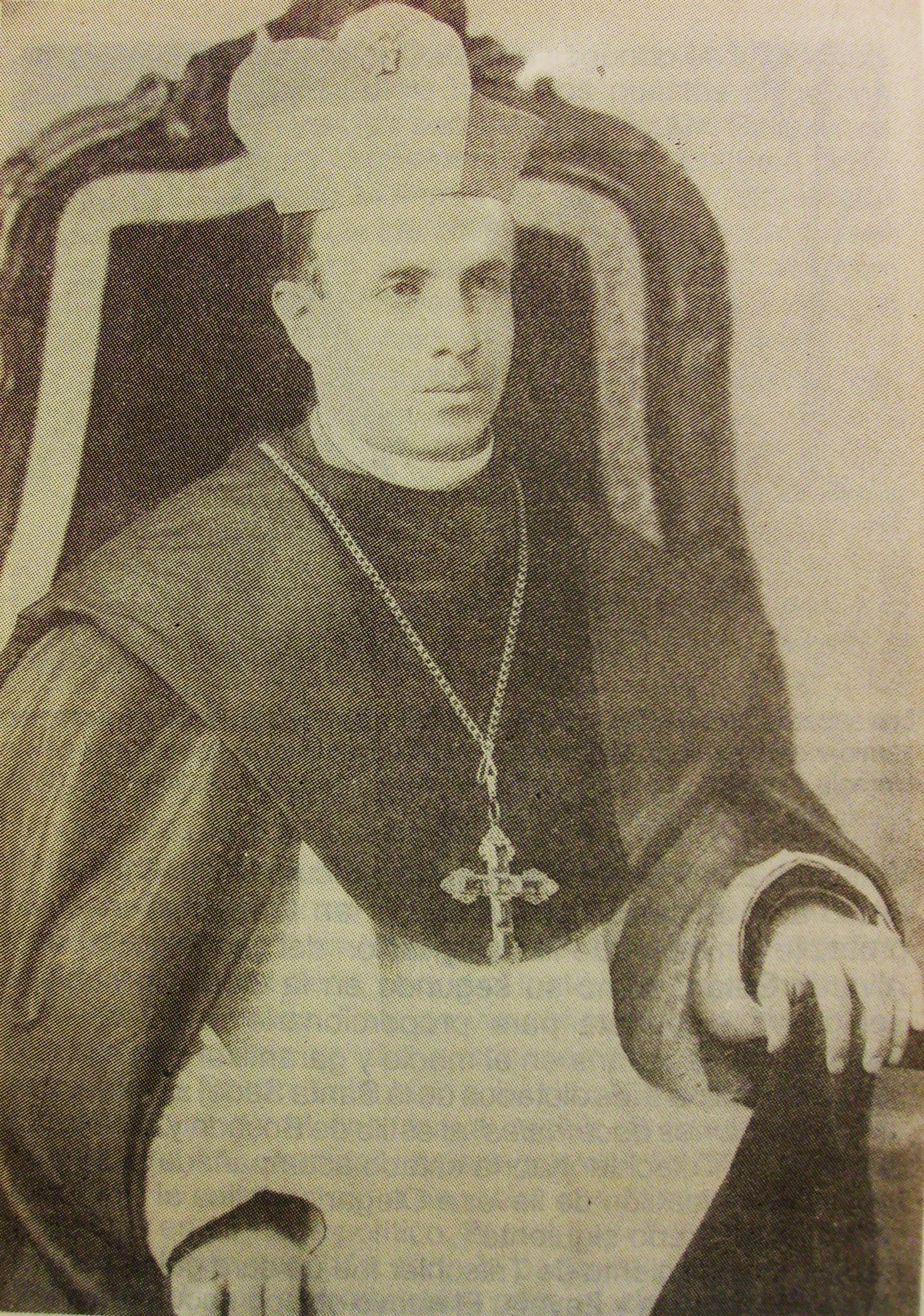
1900

## Rodzina
Jego rodzicami byli naturalizowany niemiecki emigrant Martín Tritschler i Meksykanka Rosa María Córdoba, których był pierwszym dzieckiem. Jego młodszym bratem był arcybiskup Monterrey Guillermo Tritschler y Córdova.